# Голдхок-роуд (станция метро)
Голдхок-роуд (англ. Goldhawk Road) — станция лондонского метрополитена линии Хаммерсмит-энд-Сити (англ. Hammersmith & City line). Располагается в северной части округа Хаммерсмит и Фулем в районе Шепердс-Буш. Относится ко второй тарифной зоне.

## История станции
Несмотря на то что линия метро была проложена в данном районе ещё в 1864 году, станция на данном месте была открыта лишь 1 апреля 1914 года. Это стало возможным после переноса здания станции Шепердс-Буш с первоначального местоположения между улицами Уксбридж-роуд и Голдхок-роуд на северную сторону улицы Уксбридж-роуд.